# Masselbach (Brexbach)
Der Masselbach ist ein neuneinhalb Kilometer langer und rechter Zufluss des Brexbachs bei Grenzau (Höhr-Grenzhausen). Er durchfließt den rheinland-pfälzischen Westerwaldkreis.

## Geographie

### Verlauf
Der Masselbach entspringt an der Montabaurer Höhe ca. 4 km nordöstlich der Alarmstange (545 m) nahe an einer Waldwegunterführung unter der A 48. Von hier fließt er anfangs nach Nordosten, wendet sich nach und nach Richtung Westen und verläuft, meist verrohrt, durch den Ortskern von Ransbach, das Ortsteil von Ransbach-Baumbach ist. Weiter nach Westen fließend, läuft der Bach kurz durch das Gemeindegebiet von Hundsdorf und wendet sich dann nach Südwesten. Er erreicht den nördlichen Teil der Gemeinde Hilgert und wird kurz darauf zum Grenzfluss zwischen Hilgert und Alsbach. Nach dem Ortsteil Faulbach von Hilgert trennt er Kammerforst zur Linken von Alsbach zur Rechten. Im Süden von Alsbach passiert der Bach den Bahnhof Grenzau und fließt im Gemeindegebiet von Höhr-Grenzhausen vor Grenzau von rechts in den Brexbach ein.
Ab Ransbach und bis zur Mündung läuft die Trasse der Bahnstrecke Au–Engers nahe am Gewässer.

### Zuflüsse
Hierarchische Liste, jeweils von der Quelle zur Mündung. Auswahl.
- Bach vom Staudtchen, von links und Südsüdosten auf etwa 262 m ü. NHN westlich von Hundsdorf, 2,1 km und 1,2 km²; GKZ 271282-2
- → (Abgang des Hüttenmühlenbach), nach rechts auf etwa 250 m ü. NHN am Jagdhaus bei Faulbach
- Mühlbergbach oder Rembserbach, von rechts und Nordosten auf etwa 245 m ü. NHN in den Hüttenmühlenbach an der Hüttenmühle von Alsbach, 0,9 km und 1,8 km²; GKZ 271282-342
- ← (Rückfluss des Hüttenmühlenbach), von rechts auf etwa 241 m ü. NHN nach der Hüttenmühle, 0,7 km und 2,0 km²; GKZ 271282-34
- Hüttenrainer Wiesenbach, von links und Südsüdosten auf etwa 239 m ü. NHN am Ostrand von Kammerforst, 0,6 km und 0,4 km²; GKZ 271282-4
- →← (Abgang und Rückfluss des Masselbachgrabens), nach und von rechts auf etwa 238 m ü. NHN und  auf etwa 235 m ü. NHN bei Kammerforst, 0,3 km und unter 0,1 km²; GKZ 271282-56
- Marienbach, von rechts und Nordosten auf etwa 229 m ü. NHN westlich von Kammerforst, ca. 0,7 km und 0,5 km²; GKZ 271282-6
  - Marienmühlgraben, von links in den Marienbach auf etwa 232 m ü. NHN kurz vor der Mündung, unter 0,2 km und weit unter 0,1 km²; GKZ 271282-6
- Alsbacher Floß, von rechts und Norden auf etwa 223 m ü. NHN südlich von Alsbach, 0,7 km und 1,0 km²; GKZ 271282-8

## Geschichte
Der 1436 erstmals erwähnte Name lässt sich möglicherweise auf einen alten Personennamen Masso (Genitiv Massen-) zurückführen. Alternativ könnte er sich vom lateinischen massa (Metallklumpen) herleiten und könnte auf frühe Metallverarbeitung an dieser Stelle hindeuten. Am Masselbach lag nahe Hundsdorf spätestens von 1604 an eine Eisenhütte.

## Bilder

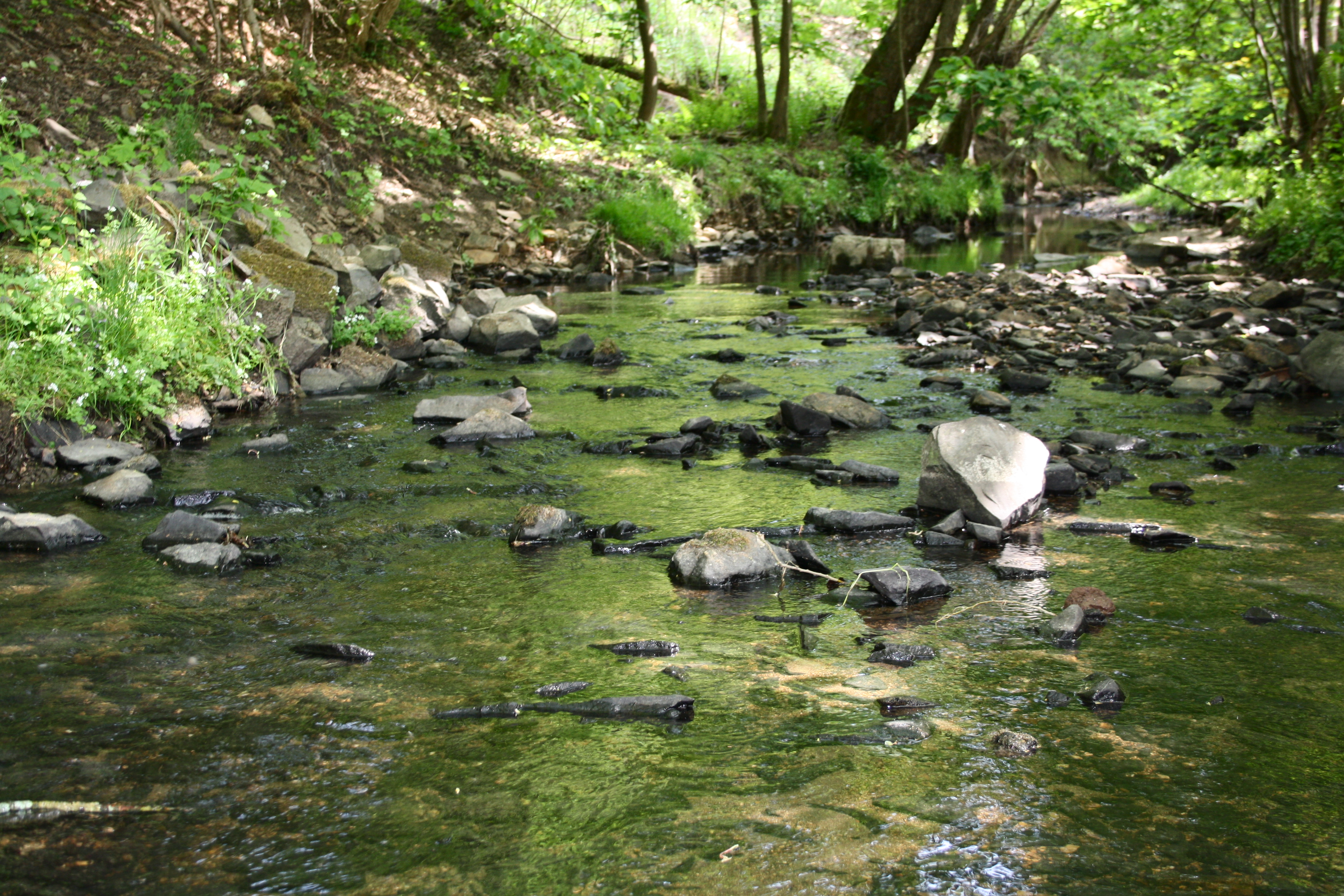
Der Masselbach in Hundsdorf
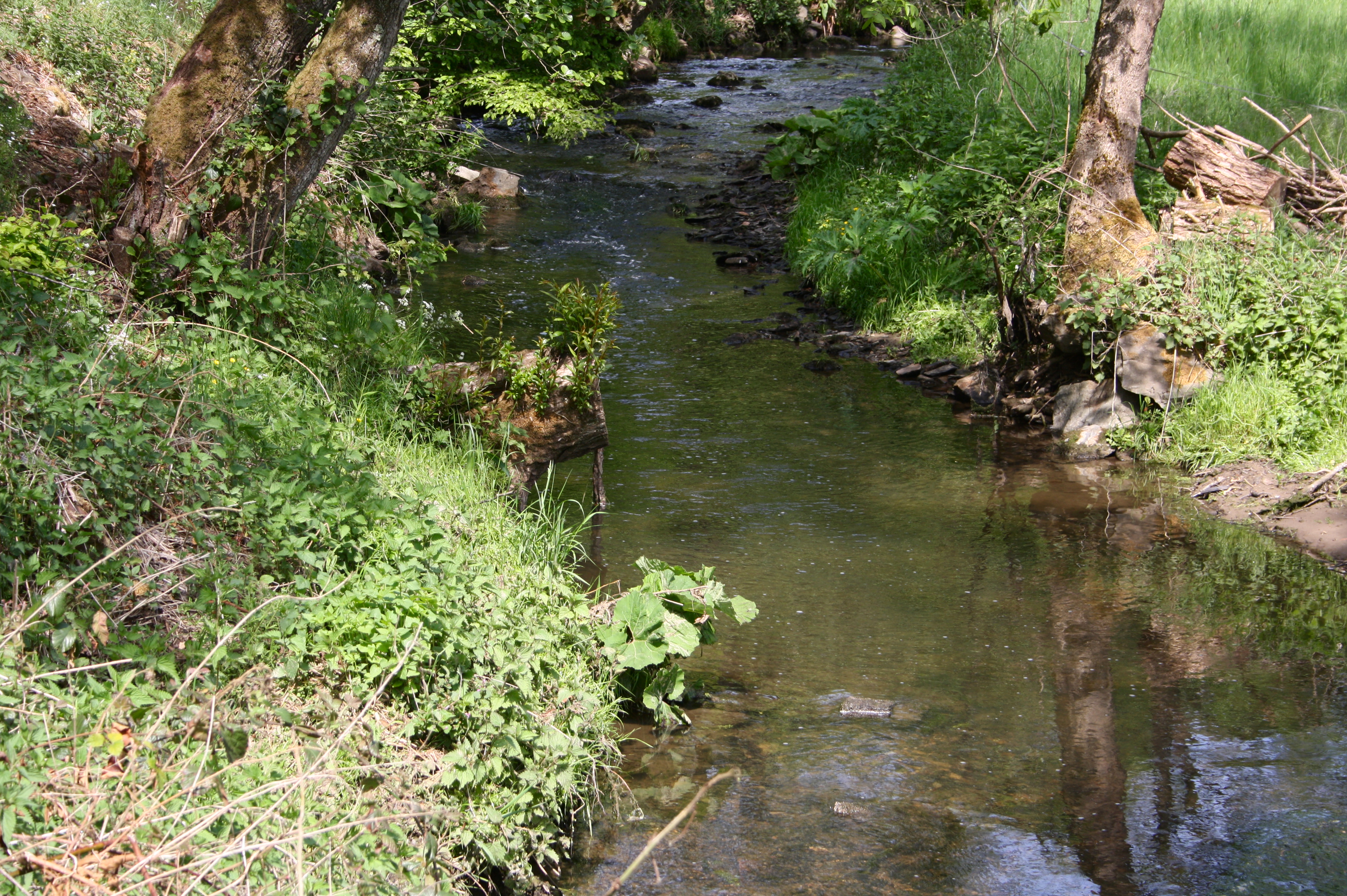
Der Masselbach an der Hüttenmühle von Alsbach
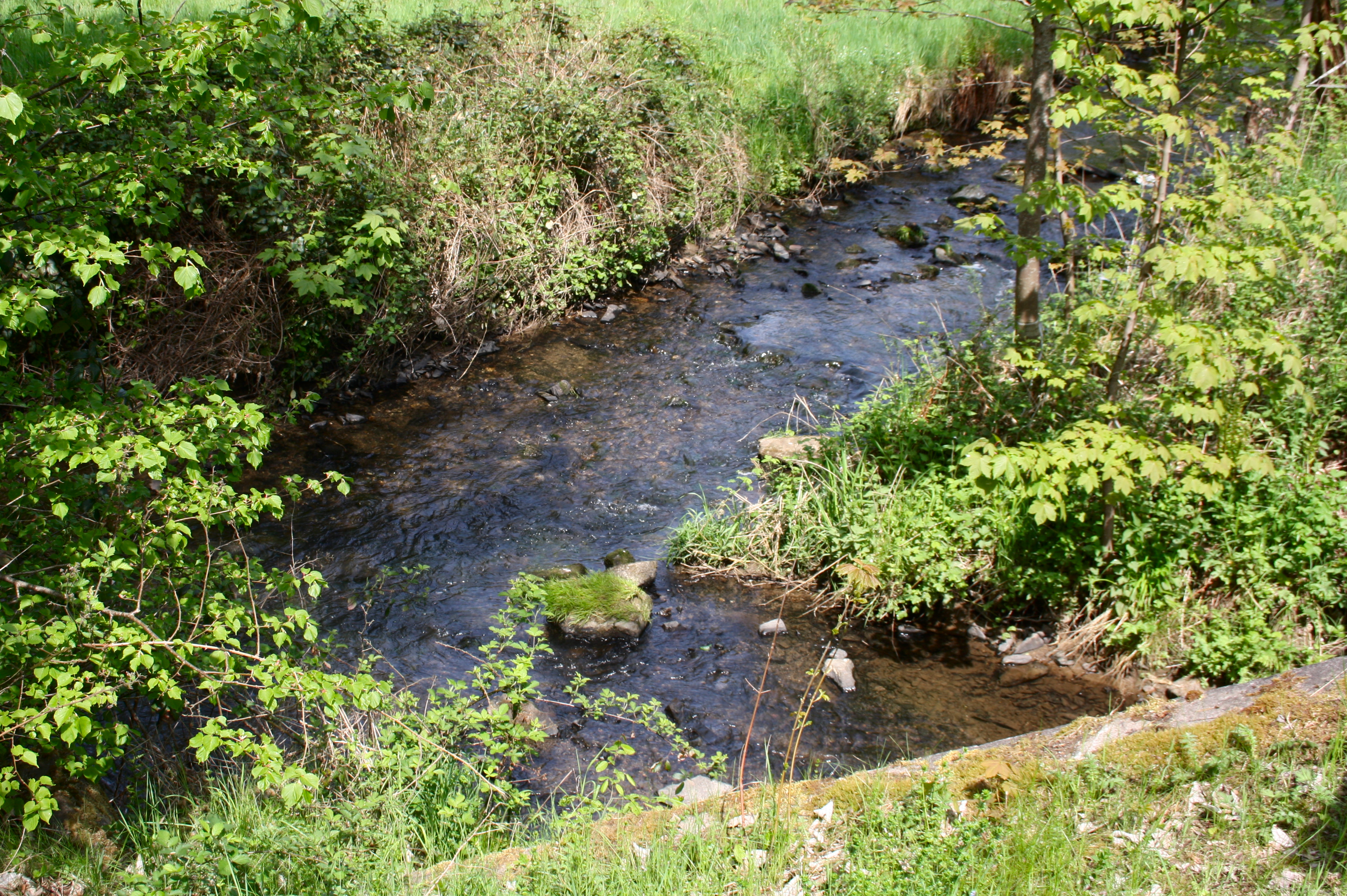
Mündung des Masselbachs (von rechts oben) in den Brexbach
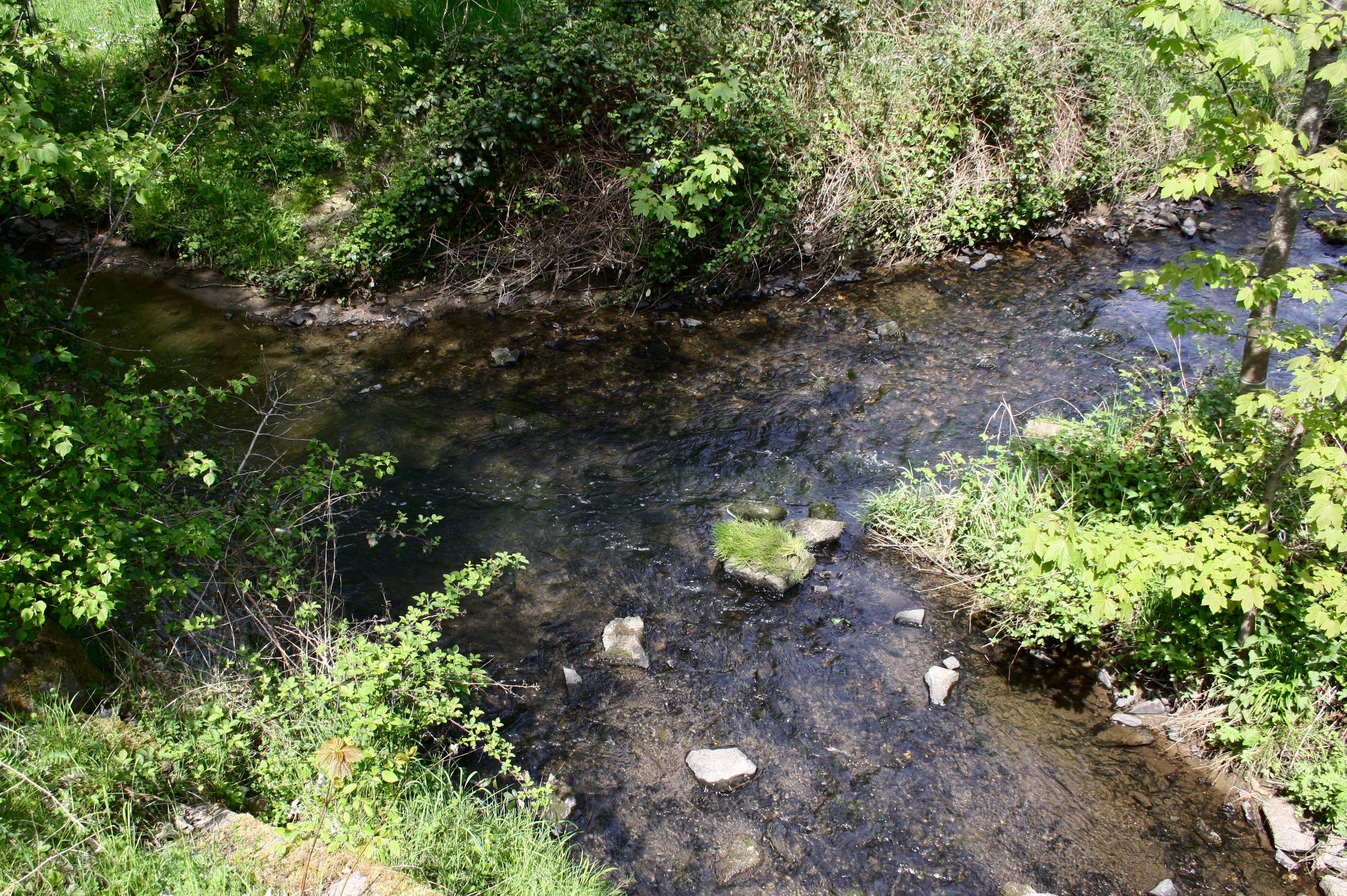
Mündung des Masselbach (von rechts oben) in den Brexbach